# Rohrbach-lès-Bitche

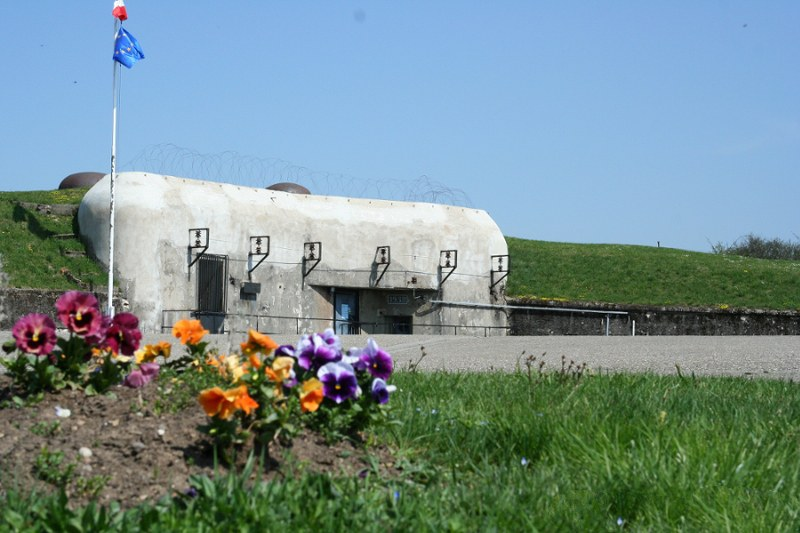
Fort Casso in der Maginot-Linie

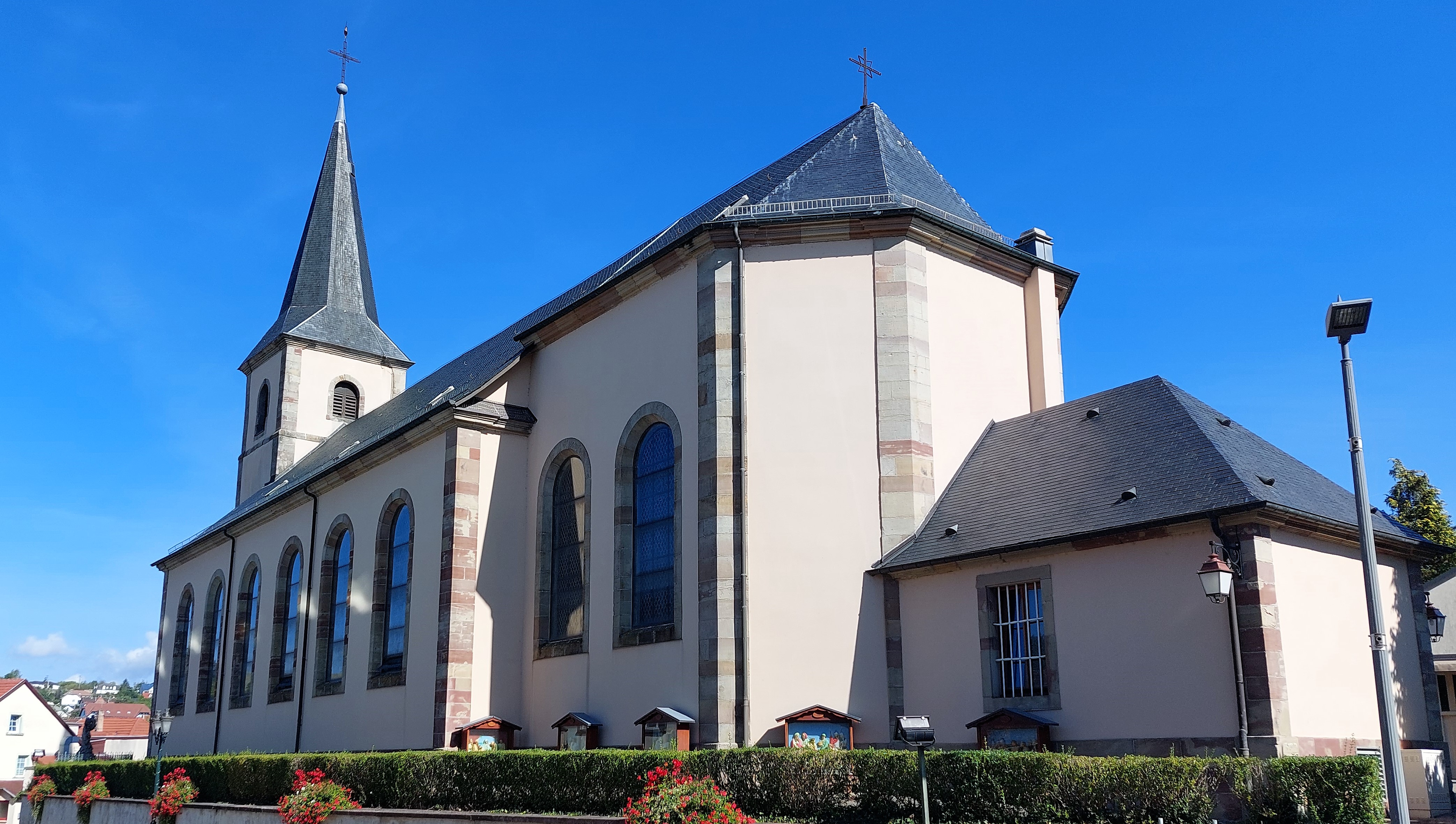
Kirche St. Remigius

Rohrbach-lès-Bitche (dt. Rohrbach bzw. Rohrbach b. Bitsch) ist eine französische Gemeinde mit 2290 Einwohnern (Stand 1. Januar 2022) im Département Moselle in der Region Grand Est (bis 2015 Lothringen). Sie gehört zum Arrondissement Sarreguemines und zum Kanton Bitche.

## Geographie
Die Gemeinde liegt 15 Kilometer westlich von Bitche (Bitsch) und 36 Kilometer südsüdöstlich von Saarbrücken im Pays de Bitche („Bitscher Ländchen“) im offenen Land der Lothringer Hochfläche.

## Geschichte
Rohrbach gehörte zum Gebiet der Grafen von Zweibrücken-Bitsch bis zu deren Aussterben im Jahr 1570 und dann zu Lothringen. Ende des 18. Jahrhunderts war Rohrbach Hauptort des nicht mehr bestehenden Kantons Rohrbach-lès-Bitche (Kanton Rohrbach), der 15 Gemeinden umfasste. Rohrbach hatte ein Steueramt, ein Friedensgericht und eine Bahnstation.
Durch den Frankfurter Frieden vom 10. Mai 1871 kam die Region an das deutsche Reichsland Elsaß-Lothringen, und das Dorf wurde dem Kreis Saargemünd im Bezirk Lothringen zugeordnet. Die Dorfbewohner betrieben Getreide-, Kartoffel- und Flachsanbau.
Nach dem Ersten Weltkrieg musste die Region aufgrund der Bestimmungen des Versailler Vertrags 1919 an Frankreich abgetreten werden und wurde Teil des Département Moselle. 
Im Zweiten Weltkrieg war die Region von der deutschen Wehrmacht besetzt.

### Wappen
Der über dem Lothringer Wappen liegende Rohrkolben im 1948 erstellten Gemeindewappen symbolisiert den namengebenden Rohrbach.

### Bevölkerungsentwicklung
| Jahr      | 1962 | 1968 | 1975 | 1982 | 1990 | 1999 | 2007 | 2019 |
| Einwohner | 1517 | 1623 | 1797 | 2019 | 2113 | 2115 | 2153 | 2313 |

## Verkehr
Rohrbach liegt an der ehemaligen Route nationale 62 (heute D 662) von Sarreguemines nach Haguenau und an der Bahnlinie Sarreguemines–Bitche.

## Persönlichkeiten
- Franz Dahlem (1892–1981), Reichstagsabgeordneter, DDR-Politiker
- Jean Seitlinger (1924–2018), Weggefährte Robert Schumans und erster Generalsekretär der Europäischen Volkspartei, war 18 Jahre lang Bürgermeister von Rohrbach.

## Belege
1. 1 2  Eugen H. Th. Huhn: Deutsch-Lothringen. Landes-, Volks- und Ortskunde, Stuttgart 1875, S. 421 (google.books.de).
2. ↑  Wappenbeschreibung auf genealogie-lorraine.fr (französisch)